# Унівак-2200
«Унівак-2200» (англ. Univac: 2200) — науково-фантастичне оповідання Кліффорда Сімака, вперше опубліковане журналом «Analog Science Fiction» у травні 1973 року.

## Сюжет
2218 рік. 200 років тому суспільство споживання призвело до вичерпання ресурсів і погіршення екології. Тоді з'явився запит в суспільстві на обмеження і оптимізацію життєвого простору.
Всі міста перебудували у вигляді трьох багатокілометрових веж: житлової, робочої та адміністративно-навчальної під керуванням комп'ютерів Унівак-2200.
Людей забезпечили ультра-компактним житлом обладнаним кібернетичними системами віртуальної реальності, що компенсували нестачу простору.
Науковець Гарісон, один з авторів міст-веж і Унівака працює над проблемою людського безсмертя.
Він досі недолюблює віртуальну реальність і надає перевагу справжнім прогулянкам.
Знайшовши вирішення своєї задачі в перенесенні людської свідомості до тіл роботів чи до окремих комп'ютерів, він побоюється негативної реакції суспільства до таких його нових членів.
Він вирішує порадитись з Уніваком.
Його трохи спантеличує чисто людська хитрість у пораді Унівака.